# Brisura
La brisura o brisada (del francés, brisure o briser, ‘romper’ o ‘quebrantar’) es toda modificación que se introduce en el escudo de una familia para distinguir las ramas que de ella proceden.
En la heráldica española el primogénito de una familia noble tiene derecho a llevar las armas simples, puras y llanas de sus mayores. Sin embargo, los hijos segundos las han de modificar, alterando su sencillez para llevarlas sin injuria del heredero, lo que se denomina brisar los blasones. La pieza más famosa para brisar escudos reales ha sido el lambel que es una especie de banquito o escabel, dibujado en el jefe del escudo. También se han empleado con frecuencia el bastón, la bordura, las cotizas y las piezas recargadas en la bordura.
Es de notar que el heredero de quien ya lleva brisados los blasones ha de continuar con esta brisura mientras sus hermanos tienen que añadirle otras, y así van multiplicándose las brisuras.
La Familia Real no está sujeta a estas reglas, esta circunstancia puede observarse en el escudo del Príncipe de Asturias, que se diferencia de las armas reales con un lambel a pesar de tratarse del heredero de la Corona.

## Métodos
Se brisan o quiebran las armas de diferentes modos:
- reduciendo las piezas y multiplicándolas; conocido como el de las figuras honorables disminuidas,
- cuartelando los blasones de una Casa con los de la otra en donde se establece el hijo,
- recargando con un lambel, crecientes, estrellas y otros objetos las figuras del blasón primitivo.

| Brisuras de la heráldica española | Brisuras de la heráldica española | Brisuras de la heráldica española | Brisuras de la heráldica española | Brisuras de la heráldica española | Brisuras de la heráldica española | Brisuras de la heráldica española |
| Primogénito                       | Hijo segundo                      | Hijo tercero                      | Hijo cuarto                       | Hijo quinto                       | Hijo sexto                        | Hijo séptimo                      |
| --------------------------------- | --------------------------------- | --------------------------------- | --------------------------------- | --------------------------------- | --------------------------------- | --------------------------------- |
|                                   |                                   |                                   |                                   |                                   |                                   |                                   |
| Sin brisura                       | Lambel (De tres pendientes)       | Creciente                         | Estrella (De cinco rayos)         | Merleta                           | Anillo                            | Flor de lis                       |

En la heráldica española no es frecuente brisar escudos con el tercer modo mencionado, es decir recargándolos con piezas. Sin embargo, en 1668 la reina Mariana de Austria (regente de Carlos II) estableció mediante un privilegio las seis piezas que podían introducirse para recargar armas y su orden. Para poder diferenciar los blasones entre diferentes generaciones, estas piezas (denominadas brisuras simples) pueden ser «sobrecargadas» con las mismas figuras siguiendo el mismo orden. Se exceptúa el lambel que no se sobrecarga pero sí aparece de nuevo cargando una brisura compuesta.
Con frecuencia se hace caso omiso de esta ley de las brisadas y los segundogénitos se diferencian del heredero tomando el nombre de otro territorio y conservando las mismas armas. A veces, algún noble queda obligado a modificar sus blasones con otra forma de brisura humillante, lo que sucede cuando se le degrada por sentencia del Soberano, mandándole invertir el escudo o suprimir alguna pieza, en castigo de algún crimen perpetrado. También es digno de observarse que la posición contornada de las figuras (mirando hacia siniestra) suele indicar la condición de bastardo, teniendo el mismo significado la barra, aunque sea una de las piezas honorables.

## Ejemplos
Como ejemplo notable de brisuras para distinguir miembros de una familia, puede aducirse el de la primitiva Casa de Borbón cuyas armas simples y llanas consisten en tres lises de oro sobre un campo de azur. Como solo el jefe de la Casa puede llevarlas de esta forma, los príncipes que de la misma han tenido que brisar el blasón y lo han realizado de este modo:
- El delfín de Francia, el heredero, cuarteó con el blasón propio de su título.[4]
- El duque de Orleáns, que fue segundogénito, cargó un lambel.
- El  duque de Anjou, Carlos de Francia, añadió la bordura de gules.[5]
- El duque de Berry, Carlos de Francia, tomó la misma bordura, dentándola.
- El príncipe de Condé, Enrique de Borbón, colocó un bastón recortado de gules sobre el centro.[6]
- El príncipe de Contí, Armando de Francia, admitió la bordura y el bastón recortado, ambos de gules.
- El duque de Vendôme tiene el mismo bastón recortado y cargado de tres leoncillos de plata.

### Brisuras de la Casa de Aragón reflejadas elArmorial de Gelre(sigloXIV), f. 62r.
|                                                             |                                                                               |                                                              |                                                                                           |                                                       |
| Martín de Aragón, conde de Luna (Futuro Martín I de Aragón) | Juan de Aragón, conde de Prades (hijo de Pedro de Aragón y nieto de Jaime II) | Alfonso de Aragón, marqués de Villena (hermano del anterior) | Juan de Aragón, conde de Ampurias (hijo de Ramón Berenguer de Aragón y nieto de Jaime II) | Pedro de Aragón, conde de Urgel (nieto de Alfonso IV) |

### Brisuras de la descendencia del rey Fernando III de Castilla y León
|                                                            |                      |                        |                     |                    |                    |                  |
| Alfonso, heredero de Castilla y de León (Futuro Alfonso X) | Fadrique de Castilla | Berenguela de Castilla | Enrique de Castilla | Manuel de Castilla | Felipe de Castilla | Luis de Castilla |

### Brisuras de laCasa de Windsor
|                           |                 |                        |                   |                     |                |                      |
| Isabel II del Reino Unido | Carlos de Gales | Guillermo de Cambridge | Enrique de Sussex | Ana del Reino Unido | Andrés de York | Eduardo de Edimburgo |

### Brisuras de la antigua Casa Real Portuguesa
|         |                   |                   |                |                 |                |
| Monarca | Príncipe heredero | Príncipe de Beira | Primer infante | Segundo infante | Tercer infante |

### Brisuras de la Casa de Saboya
|         |                      |                 |                |                      |
| Monarca | Príncipe de Piamonte | Duque de Génova | Duque de Aosta | Príncipe de Carignan |